# Edvald Boasson Hagen
Edvald Boasson Hagen (Rudsbygd, 17 de Maio de 1987) é um ciclista profissional norueguês de ciclismo de estrada desde 2006, em 2007 aderiu à equipa Maxbo Bianchi, e está previsto para a época de 2008 a sua inclusão na UCI ProTeam, na equipa da T-Mobile.

## Carreira
São os seguintes os clubes representados:
- 2007- Team Maxbo Bianchi (da Noruega)
- 2008- T-Mobile Team (da Alemanha)
- 2009- HTC-Team Columbia High Road
- 2010- Team Sky

Tem ganho algumas etapas em provas importantes

## Títulos
Durante o ano de 2006, foi 1º classificado na prova Scandinavian Open Road Race e foi o primeiro classificado nas seguintes etapas: Ringerike GP (3ª), Volta à França do Futuro (2ª, 5ª e 7ª), Tour Rhône-Alpes (4ª).